# تقييم الطب التكميلي
في عام 1998، بدأت الحكومة السويسرية برنامجا شاملا لتقييم الطب التكميلي، بالإنجليزية:(PEK: Program Evaluation Komplementärmedizin = برنامج تقييم الطب التكميلي) ودراسة دور الطب التكميلي وفعاليته، الذي يقوم بدور متزايد باستمرار في النظام الطبي السويسري.
واستنادا إلى تقرير (برنامج تقييم الطب التكميلي)، لم تسفر نتائج التقييم عن نتائج حاسمة، وفي حزيران 2005، العلاجات التكميلية الخمسة قيد التقييم_طب الحكمة البشرية، المعالجة المثلية والعلاج العصبي والعلاج بالنباتات والطب الصيني التقليدي (بتعبير أدق، العلاج بالأعشاب الصينية التقليدية) - تم حذفه من قائمة الخدمات التي يغطيها نظام التأمين الصحي الإجباري.

## ملخص تقرير برنامج تقييم الطب التكميلي
النص الكامل لنسخة 24 نيسان 2005 «تقويم برنامج الطب التكميلي»(يشار إليها أيضا باسم «برنامج تقييم الطب التكميلي») متاح على موقع البرلمان السويسري  وأيضًا من المكتب الفدرالي السويسري للصحة (BAG) صفحة تنزيل برنامج تقييم الطب التكميلي.
البيانات الرسمية متاحة (بالألمانية والفرنسية) من المكتب الفيدرالي السويسري للصحة العامة (BAG)  صفحة تنزيل البيانات.

### خلفية
بعد القرار الذي اتخذته وزارة الداخلية الفيدرالية السويسرية في 9 يوليو 1998، خمس علاجات تكميلية- طب الحكمة البشرية، المعالجة المثلية، العلاج العصبي، والعلاج بالنباتات، والطب الصيني التقليدي (بتعبير أدق، العلاج بالأعشاب الصينية التقليدية)- أدرجت في 1 يوليو 1999 لفترة محدودة (حتى 30 يونيو 2005) في قائمة الخدمات التي يغطيها نظام التأمين الصحي الإجباري (KLV).
وكانت هذه الخدمات الخمس مؤهلة لسداد التكاليف فقط إذا تم توفيرها من قِبَل الأطباء الذين حصلوا على شهادات الكفاءة ذات الصلة، والتي أصدرتها الجمعية الطبية السويسرية (FMH).
والقرار بشأن ما إذا كان سيتم الإبقاء على هذه الأساليب التكميلية في إطار نظام التأمين الصحي الأساسي يستند إلى فعاليتها وملاءمتها وفعاليتها من حيث التكلفة. وتحقيقاً لهذه الغاية، تم تنفيذ برنامج تقييم الطب التكميلي في الفترة من 1998 إلى 2005.

### تصميم برنامج تقييم الطب التكميلي
تم تحديد إجراء أساسي يشمل جزأين:
في الجزء 1 (تقييم توفير الطب التكميلي للمرضى في سويسرا)، كان لابد من إجراء دراسات تجريبية، تسمح باستنتاجات بشأن:
(أ) مدى انتشار العلاجات الخمسة في سويسرا،
(ب) أي أطباء يقدمون هذه العلاجات،
(ج) أي المرضى يلجأون إليها،
(د) ما هي النتائج التي تتحقق مع هذه العلاجات، و
(ه) ما تأثير هذه العلاجات على التكاليف.
بالنسبة للنقاط (ب) و (ج) و (هـ)، تم إجراء مقارنات مع الطب التقليدي.غير أنه بسبب المشاكل المنهجية والمشاكل المتصلة بالوقت، تعذر تقييم النقطة (د).
وفي الجزء 2 (نقد أدبي)، كان من الواجب أن يتم بصورة منهجية تجميع ومراجعة المؤلفات المتاحة على المستوى الدولي بشأن الفعالية، والملاءمة (التي تم تعريفها في المقام الأول هنا من حيث السلامة والاستغلال)، وفعالية التكاليف.

### نتائج
وقام بتنفيذ الجزء 1 فريق من مؤسسة بانميديون، وهي مؤسسة فكرية مؤيدة لنظام الطب التكميلي والبديل (بالإنجليزية: complementary and alternative medicine). ولم تنشر النتائج في المؤلفات التي استعرضها الأقران، ولكن نُشرت نسخة موسعة على نحو منفصل ترجمة بعنوان «اعتلال الإنسان في الرعاية الصحية: الفعالية، والملاءمة، والسلامة، والتكاليف».وقد انتقدت بشدة هذه الورقة، التي روج لها مؤيدو المعالجة المثلية  بوصفها «تقرير الحكومة السويسرية»  ووصفت بأنها «دراسة حالة سوء سلوك بحثي» بسبب تضارب المصالح غير المعلن عنه، وعكس التسلسل الهرمي الطبيعي للأدلة والمخاوف الأخرى، مما حدا بالدكتور فيليكس غورتنر من المكتب الاتحادي السويسري للصحة العامة إلى التنصل منها.
تم نشر الجزء 2 في مجلة (ذا لانسيت) ك (هي الآثار السريرية للتأثيرات الوهمية؟ دراسة مقارنة لتجارب العلاج الوهمي والمعالجة المثلية).
وذكرت اختصاصات الدراسة أن نتائج الدراسة ستحدد الأدوية التكميلية، إن وجدت، التي سيستمر دعمها ببرنامج التأمين الوطني في سويسرا. غير أن الحكومة أعلنت أنها ستسحب دعمها لجميع النهوج التكميلية في مجال الطب قبل أن تكتمل الدراسة ويستعرض مجلس الاستعراض الدولي مشروع التقرير النهائي.
وكان أنصارالطب التكميلي والبديل (بالإنجليزية: complementary and alternative medicine) (بما في ذلك المدير العلمي للبرنامج) غير راضين عن النتيجة.
تم إعطاء كلا التقريرين وزنًا منخفضًا
وبعد استفتاء عمل فيه مقدمو تقرير الجزء الأول كمقدمين، أعيد سداد التكاليف لفترة تجريبية أخرى مدتها 5 سنوات اعتباراً من عام 2012.